# Sân vận động Tam Kỳ
Sân vận động Tam Kỳ là một sân bóng đá ở thành phố Đà Nẵng, Việt Nam. Sân vận động Tam Kỳ có sức chứa 15.000 người, là nơi thường xuyên diễn ra các hoạt động văn hóa thể dục thể thao lớn của tỉnh, đồng thời là sân thi đấu chính thức của Câu lạc bộ Quảng Nam tại Giải bóng đá Vô địch Quốc gia Việt Nam.